# Sport Clube Freamunde
Maillots
Le Sport Clube Freamunde est un club de football portugais basé à Freamunde.
Le club évolue en Campeonato Nacional de Seniores (troisième division).

## Historique
Lors de la saison 1997-1998, le club, qui évolue en quatrième division, réussit l'exploit d'atteindre les quarts de finale de la Coupe du Portugal.

## Évolution du blason

Ancien blason
Ancien blason
Blason actuel

## Anciens joueurs
- André-Joël Eboué
- José Bosingwa
- Nuno Laranjeiro

## Présidents du club
- 2005- :  Manuel Leal Pacheco

## Entraîneurs du club
- 1989-1990 :  Fernando Festas
- 1996-1999 :  Acácio Casimiro
- 1999-2000 :  Carlos Carvalhal
- 2000-2001 :  Manoel Miluir
- 2006-? :  Jorge Regadas
- 2013-2014 :  Carlos Pinto
- 2015-2016 :  Carlos Pinto
- 2016 :  Carlos Brito
- 2018 :  Helton